# جون أوهارا
جون أوهارا (بالإنجليزية: John O'Hara)‏ (من مواليد 31 يناير من عام 1905، وتوفي في 11 أبريل من عام 1970) كان كاتبًا أمريكيًا اكتسب سمعته الأدبية المبكرة من كتابة القصص القصيرة، وأصبح قبل بلوغه سن الثلاثين الروائي صاحب الكتب الأكثر مبيعًا، وذلك من خلال روايتي موعد في سامراء، و بترفيلد 8. تبرز أعمال أوهارا بين أعمال الأدباء المعاصرين بسبب واقعيته الصريحة. في حين يُعتبر إرث الكاتب أوهارا موضع نقاش، إذ يضعه مناصروه في رأس قائمة الكتاب الأمريكيين المهمشين والمهملين بصورة ظالمة في القرن العشرين. اكتشف أوهارا عددٌ قليل من الطلاب الجامعيين الذين تلقوا تعليمهم بعد وفاته عام 1970، ويرجع ذلك بشكلٍ رئيسي إلى رفضه السماح بإعادة طباعة أعماله في مختارات تُستخدم لتدريس الأدب على المستوى الجامعي.
كتب لورين شتاين، رئيس تحرير مجلة ذا باريس ريفيو الأدبية، في تقدير لأعمال أوهارا: «ربما لم يكن أوهارا أفضل كاتب قصة في القرن العشرين، لكنه بالتأكيد كان الأكثر تسببًا بالإدمان». وأضاف شتاين: «يمكنك الإدمان على مجموعاته بالطريقة التي يُدمن فيها بعض الناس على مسلسل ماد مين، ولأسباب متشابهة. تصل رواياته في مواضيع الطبقات الاجتماعية والجنس والكحول –أي المواضيع التي تهمه- إلى التاريخ السري للحياة الأمريكية». حُولت خمسة من أعمال أوهارا الأدبية إلى أفلام في الخمسينيات والستينيات من القرن العشرين. ومع ذلك، أضر أوهارا –خلال حياته- بسمعته الأدبية بسبب كبريائه الذي يُجرح بسهولة، والنزعة الكحولية الغريبة، وحالة الاستياء طويلة الأمد، والآراء السياسية المحافظة. قال جون أبدايك، أحد المعجبين بكتابات أوهارا، بأن المؤلف الخلاق «تجاوز قدرتنا على التقدير؛ ربما يمكننا الآن أن نجلس، ونتعجب منه مرة جديدة».

## النشأة
وُلد جون أوهار في مدينة بوتسفيل بولاية بنسلفانيا الأمريكية لعائلة أمريكية إيرلندية ثرية. على الرغم من كون عائلته واحدةً من عائلات طبقة النبلاء في شرق بنسلفانيا خلال فترة طفولته، فقد أعطت الخلفية الإيرلندية الكاثوليكية لأوهارا منظور الشخص الغريب داخل مجتمع واسب (المجتمع البروتستانتي الأنجلو ساكسوني الأبيض) الرفيع، وهو موضوع تطرق إليه في كتاباته مرارًا وتكرارًا. التحق أوهارا بمدرسة نياغارا بريب الثانوية في مدينة لويستون بولاية نيويورك الأمريكية، وحصل فيها على لقب شاعر الفصل لعام 1924. توفي والده في ذلك الوقت تقريبًا، تاركًا أياه عاجزًا عن دفع تكاليف كلية أحلامه في جامعة ييل. انخفض الوضع الاجتماعي لأوهارا، وانتقا من حياة مميزة في عائلة طبيب ثري (اشتملت على عضويات في النوادي، وركوب الخيل، وحضور دروس الرقص، وركوب السيارات الفاخرة، ووجود الخدم في المنزل) إلى حالة مغايرة تمامًا تتسم بالقلق الدائم والمعاناة من تراكم الديون، ما شحذ وعيَه حول الطبقات الاجتماعية الذي يميز معظم أعماله.

## الحياة المهنية والسمعة
في بداية حياته المهنية، عمل أوهارا مراسلًا لصحف مختلفة. انتقل إلى مدينة نيويورك حيث بدأ بالعمل في كتابة القصص القصيرة للمجلات. عمل أوهارا أيضًا -في المرحلة الأولى من حياته المهنية- ناقدًا سينمائيًا ومعلقًا إذاعيًا ووكيلًا صحفيًا.
نشر أوهارا في عام 1934، روايته الأولى، موعد في سامراء. كتب إرنست همينغوي، مادحًا الرواية: «في حال أردت قراءة كتاب لرجل يعرف بالضبط ما يكتب، وكتبه بشكل رائع، فعليك بقراءة رواية موعد في سامراء». كتب أوهارا بعد ذلك رواية باترفيلد 8. استند أوهارا في كتابة رواية مفتاح الرومان على الحياة المأساوية القصيرة للشابة ستار فيثفول، التي أحدث موتها الغامض عام 1931 ضجة كبيرة. نشر أوهارا على مدى أربعة عقود روايات وملحميات ومسرحيات ونصوصًا سينمائية إضافة إلى أكثر من 400 قصة قصيرة نشر معظمها في مجلة النيويوركر. عمل أوهارا -خلال الحرب العالمية الثانية- مراسلًا في مسرح المحيط الهادئ للعمليات الحربية. بعد الحرب، كتب أوهارا العديد من السيناريوهات والروايات، بما في ذلك رواية عشر درجات شمال فريريك، التي فازت بجائزة الكتاب الوطنية لعام 1956، ورواية من الشرفة التي اعتبرها «أعظم إنجازاته كروائي». أصبح أوهارا، في وقت متأخر من حياته، وبعد بنائه لسمعة ذائعة الصيت، كاتب عمود في إحدى الصحف. وضع أوهارا في العقد الأخير من حياته «مجموعة من الأعمال ذات الأبعاد الرائعة»، كتب جورج في. هيغينز «نشر أوهارا بين عامي 1960 و 1968 ست روايات وسبع مجموعاتٍ من القصص القصيرة وحوالي 137 قصة مقتضبة وطويلة كانت لتعطيه -دونًا عن أعماله السابقة- سمعة شامخة لو أنّه عاش حياته في عالم من العدالة الكاملة التي لم يجدها أبدًأ».

## روابط خارجية
- جون أوهارا على موقع IMDb (الإنجليزية)
- جون أوهارا على موقع الموسوعة البريطانية (الإنجليزية)
- جون أوهارا على موقع ألو سيني (الفرنسية)
- جون أوهارا على موقع ميوزك برينز (الإنجليزية)
- جون أوهارا على موقع أول موفي (الإنجليزية)
- جون أوهارا على موقع قاعدة بيانات برودواي على الإنترنت (الإنجليزية)
- جون أوهارا على موقع قاعدة بيانات الأفلام السويدية (السويدية)
- جون أوهارا على موقع ديسكوغز (الإنجليزية)
- جون أوهارا على موقع قاعدة بيانات الفيلم (الإنجليزية)
- جون أوهارا على موقع كينوبويسك (الروسية)